# سحاق
سِحاق (بالإنجليزية: Tribadism)‏، هي ممارسة جنسية شائعة بين امرأتين حيث تتم عن طريق استثارة المنطقة التناسلية بحكها بجسد الشريكة. وسمي السحاق كذلك لقيام النساء بدعك وسحق أعضائهن التناسلية خلال هذه الممارسة.

## الأساليب
غالبا ما تتم الممارسة بقيام امرأة بفرك ودعك أعضائها التناسلية بالأعضاء التناسلية لشريكتها. و قد تتم بشكل أقل عن طريق استثارة المنطقة التناسلية بفركها بأماكن أخرى بجسد الشريكة كالثديين أو الإبطين أو الفخذين.

## التاريخ
استعمل اللفظ منذ عهد الرومان لوصف أي امرأة تقوم بمضاجعة امرأة أخرى. و استعمل حتى القرن العشرين لوصف الممارسات السحاقية بشكل عام.
أجريت دراسة غير علمية عام 1987 لأكثر من 100 امرأة مثلية في ولاية كولورادو الأمريكية. و عندما سئلن ما هي التقنيات التي استخدموها في آخر 10 ممارسات جنسية، 100 ٪ ذكرن القبل ومص الثديين والاستثارة اليدوية للبظر. أكثر من 90 ٪ ذكرن القبل الفرنسية والجنس الفموي وإيلاج الأصابع في المهبل ، و 80 ٪ ذكرن ممارسة الترايب.